# Yusuf Saad Kamel
Yusuf Saad Kamel (* 29. März 1983 in Narok als Gregory Konchellah) ist ein ehemaliger bahrainischer Leichtathlet kenianischer Herkunft, der sich auf den Mittelstreckenlauf spezialisiert hat. 2009 wurde er Weltmeister im 1500-Meter-Lauf und gewann eine Bronzemedaille über 800 Meter. Zudem siegte er bei den Asienspielen und ist aktuell Inhaber des Asienrekordes im 800-Meter-Lauf.

## Sportliche Laufbahn
Der Sohn von Billy Konchellah, dem zweifachen Weltmeister im 800-Meter-Lauf, wechselte im November 2003 die Staatsbürgerschaft und startet seitdem für Bahrain. Erste internationale Erfahrungen sammelte er im Jahr 2004, als er bei den erstmals ausgetragenen Hallenasienmeisterschaften in Teheran in 1:48,89 min die Bronzemedaille im 800-Meter-Lauf hinter seinem Landsmann Rashid Ramzi und Sajjad Moradi aus dem Iran. Anschließend schied er bei den Hallenweltmeisterschaften in Budapest mit 1:47,16 min im Halbfinale aus. Im August nahm er an den Olympischen Sommerspielen in Athen teil und dort mit 1:46,94 min in der ersten Runde aus. Kurz darauf siegte er in 1:45,91 min beim Leichtathletik-Weltfinale in Monaco sowie in 1:46,12 min bei den Panarabischen Spielen in Algier. Im Jahr darauf siegte er in 1:47,36 min bei den Arabischen Meisterschaften in Tunis und schied dann bei den Weltmeisterschaften in Helsinki mit 1:44,90 min im Halbfinale aus. Zudem wurde er beim IAAF World Athletics Final in Monaco in 1:47,13 min Zweiter hinter dem Kenianer Wilfred Bungei. 2006 siegte er in 1:44,98 min beim Leichtathletik-Weltcup in Athen und belegte beim Leichtathletik-Weltfinale in Stuttgart in 1:47,62 min den sechsten Platz. Zudem siegte er in 1:45,74 min bei den Asienspielen in Doha.
2007 schied er bei den Weltmeisterschaften in Osaka mit 1:45,31 min im Halbfinale über 800 Meter aus und anschließend siegte er in 1:45,61 min beim Leichtathletik-Weltfinale in Stuttgart. Zudem erreichte er bei den Militärweltspielen in Hyderabad das Finale, ging dort aber nicht mehr an den Start. Im Jahr darauf siegte er in 1:48,03 min bei den Hallenasienmeisterschaften in Doha und gewann dann bei den Hallenweltmeisterschaften in Valencia in 1:45,26 min die Bronzemedaille hinter dem Sudanesen Abubaker Kaki und Mbulaeni Mulaudzi aus Südafrika. Im August nahm er erneut an den Olympischen Spielen in Peking teil und belegte dort in 1:44,95 min im Finale den fünften Platz über 800 Meter und wurde dann beim Leichtathletik-Weltfinale in Stuttgart 1:49,40 min Dritter hinter dem Kenianer Alfred Kirwa Yego und Abraham Chepkirwok aus Uganda. Zudem belegte er in 3:38,50 min den fünften Platz im 1500-Meter-Lauf. Zuvor stellte er in Monaco mit 1:42,79 min einen Asienrekord über 800 Meter sowie in 2:14,72 min in Stockholm über 1000 Meter auf. Den bisher größten Erfolg seiner Karriere feierte er jedoch im 1500-Meter-Lauf. Bei den Weltmeisterschaften 2009 in Berlin siegte er in 3:35,93 min. In dem eher langsamen Rennen konnte er am Schluss seine Spurtstärke ausspielen und verwies Deresse Mekonnen und Bernard Lagat auf die Plätze. Vier Tage später holte Kamel über 800 Meter in 1:45,35 min die Bronzemedaille hinter dem Südafrikaner Mbulaeni Mulaudzi und Alfred Kirwa Yego aus Kenia. Zudem belegte er beim Leichtathletik-Weltfinale in 3:36,11 min den vierten Platz über 1500 Meter. Im Jahr darauf gewann er bei den Westasienmeisterschaften in Aleppo in 3:40,58 min die Bronzemedaille über 1500 Meter und schied anschließend bei den Asienspielen in Guangzhou mit 3:58,80 min im Vorlauf aus.
2011 belegte er bei den Militärweltspielen in Rio de Janeiro in 1:46,89 min den fünften Platz über 800 Meter und anschließend schied er bei den Weltmeisterschaften in Daegu mit 3:47,18 min im Halbfinale über 1500 Meter aus. 2013 belegte er bei den Asienmeisterschaften in Pune in 1:50,54 min den sechsten Platz über 800 Meter. Anschließend gelangte er bei den Islamic Solidarity Games in Palembang mit 1:48,27 min auf den vierten Platz über 800 Meter und kam über 1500 Meter nicht ins Ziel. Im Jahr darauf kam er bei den Asienspielen in Incheon im Finale über 800 Meter nicht ins Ziel und 2015 wurde er bei den Arabischen Meisterschaften in Manama in 1:48,74 min Fünfter über 800 Meter und gelangte über 1500 Meter mit 3:53,36 min auf Rang neun. 2016 bestritt er in Italien seinen letzten offiziellen Wettkampf und beendete daraufhin seine aktive sportliche Karriere im Alter von 33 Jahren.
Er trainierte in der Schweiz bei Tariq Sabt, dem Ehemann und Trainer von Maryam Yusuf Jamal. In seinem Heimatdorf betreibt er eine Weizenfarm.

## Persönliche Bestleistungen
- 800 Meter: 1:42,79 min, 29. Juli 2008 in Monaco (Asienrekord)
  - 800 Meter (Halle): 1:45,26 min, 9. März 2008 in Valencia (Asienrekord)
- 1000 Meter: 2:14,72 min, 22. Juli 2008 in Stockholm (Asienrekord)
- 1500 Meter: 3:31,56 min, 28. Juli 2009 in Monaco
  - 1500 Meter (Halle): 3:40,28 min, 9. Februar 2008 in Valencia